# Junge Bläserphilharmonie Ulm
Die Junge Bläserphilharmonie Ulm (JBU) (bis 2008 Ulmer Knabenmusik) ist ein 1961 gegründetes Jugendblasorchester aus Ulm. Derzeitiger Leiter und Dirigent ist Josef Christ.

## Geschichte und Repertoire
Die Junge Bläserphilharmonie Ulm wurde 1961 von Stadtrat Udo Botzenhart nach dem Vorbild der Knabenmusik Zürich gegründet und ist inzwischen in die Musikschule der Stadt Ulm eingebunden. Da seit dem Jahr 2002 auch Mädchen eintreten können, erfolgte im Jahr 2008 die Namensänderung zum aktuellen Namen „Junge Bläserphilharmonie Ulm“.
Seit 1996 wird das Orchester von Josef Christ geleitet, der früher als Klarinettist im Philharmonischen Orchester der Stadt Ulm wirkte. Unter seiner Leitung unternahm das Orchester Konzerttourneen in die USA (1997), nach Südafrika (1999 und 2017), nach Australien (2002 und 2009), nach Ungarn (2004), in die Toskana (2005), nach China (2006 und 2014) sowie in die Niederlande (2008). 
Mehrfach trug das Orchester zu Fernsehsendungen in ARD und SWR bei.
Das Repertoire der Jungen Bläserphilharmonie Ulm reicht von Klassik über konzertante Blasmusik zu Jazz und moderner Unterhaltungsmusik.
Laut Presseberichten wird Josef Christ im Herbst 2025 in den Ruhestand treten. Zu seinem Nachfolger wurde Lukas Weiss aus Nersingen gewählt.

## Stiftung Ulmer Knabenmusik
Im Jahr 2004 rief Udo Botzenhart gemeinsam mit der Söflinger Mäzenatin Helma Fink-Sautter die gemeinnützige Stiftung Ulmer Knabenmusik ins Leben. Sie erinnert in ihrem Namen an die historische „Ulmer Knabenmusik“, aus der die JBU hervorgegangen ist. Zweck der Stiftung ist die Förderung der musikalischen Ausbildung von Kindern und Jugendlichen sowie die Unterstützung der künstlerischen Ziele der JBU. Ein besonderer Schwerpunkt liegt auf dem sozialen Auftrag, auch jungen Menschen aus finanziell weniger begünstigten Familien den Zugang zur Orchesterarbeit und zur Instrumentalausbildung zu ermöglichen.

## Orchesterleiter
- 1961–1974: Paul Kühmstedt
- 1974–1987: Norbert Nohe
- 1988–1995: Kreso Pascuttini
- 1996–2025: Josef Christ
- ab 2025: Lukas Weiss (designiert)

## Preise bei Wettbewerben
- 2006: 1. Preis in der Höchststufe und Sonderpreis für die höchste Gesamtpunktzahl beim Weltjugendmusikfestival in Zürich
- 2008: Erster Platz beim Bundesfinale des Deutschen Orchesterwettbewerbs in der Kategorie „B2 – Jugendblasorchester“[3]
- 2012: Zweiter Platz beim Bundesfinale des Deutschen Orchesterwettbewerbs in der Kategorie „B2 Jugendblasorchester“[4]
- 2016: Zweiter Platz beim Bundesfinale des Deutschen Orchesterwettbewerbs in der Kategorie „B2 Jugendblasorchester“

## Tonträger
- funclasstic! (Selbstverlag; 1992)
- Weihnachten mit der UKM (Selbstverlag)
- Symphonic meets Jazz (Selbstverlag; 2001)
- Global Variations (Selbstverlag; 2002)
- Gloriosa (Selbstverlag; 2004)
- Mexican Pictures (Selbstverlag; 2005)
- Raise of the sun (House-Master-Records; 2006)
- Movement (2008)
- Weihnachtskonzert. Mit dem Ulmer Spatzen Chor (2009)